# 米爾斯鎮區 (密歇根州密德蘭縣)
米爾斯鎮區（英語：Mills Township）是位於美國密歇根州密德蘭縣的一個行政鎮區。

## 地方資料
米爾斯鎮區的面積為93.10平方千米，當中陸地面積為92.10平方千米，而水域面積為1.00平方千米。根據2020年美國人口普查的數據，當地共有人口1775人，而人口密度為每平方千米19.07人。